# Гриценко Сергій Володимирович
Сергі́й Володимирович Грице́нко (1987—2023) — український військовослужбовець, лейтенант, учасник російсько-української війни.

## Життєпис
Народився 1987 року в Запоріжжі, після закінчення школи навчався у Запорізькому медичному університеті. Працював лікарем-травматологом у Кропивницькому.
З початком повномасштабного вторгнення в березні 2022 року став до лав морської піхоти, саме до 37-ї окремої бригади морської піхоти.
Загинув 13 червня 2023 року на Донеччині. Похований на Далекосхідному кладовищі.

## Нагороди
- Орден «За мужність» III ст. (25 липня 2023, посмертно) — за значний особистий внесок у розвиток вітчизняної системи охорони здоров'я, надання кваліфікованої медичної допомоги і рятування життя людей в умовах воєнного стану, сумлінне виконання професійного обов'язку та з нагоди Дня медичних працівників [2]